# فيوتشر براون (ألبوم)
يُمثل ألبوم "فيوتشر براون"، الذي يحمل نفس الاسم الألبوم الاستديو الأول للمجموعة الموسيقية الأمريكية الإلكترونية العظمى "فيوتشر براون"، التي تضم فاطمة القادري، جي-كوش، وأعضاء ثنائي "نجوزونجوزو" (أسما معروف ودانيال بينيدا). يجمع هذا الألبوم الإلكتروني بين أنماط موسيقية متنوعة من ثقافات وخلفيات مختلفة.
يضم الألبوم تعاونات مع عدة مغني راب وفنانين ينتمون لمشاهد موسيقية متعددة، بما في ذلك كليلا، تينك، ريكو دان، مالوكا، شونا، 3دي نا تي، تيم فوكلز، وأعضاء فرقة "روف سكواد" ديرتي دانجر، برنس رابيد، وروتشي.
صدر الألبوم عن شركة "وورب ريكوردز" في فبراير 2015، وحصل على تقييمات إيجابية بشكل عام من النقاد، كما ظهر في قوائم أفضل الألبومات لعام 2015 في عدة منشورات مثل "بوب ماترز"، "إكسبلايم!"، و"ميكسماغ". إلا أن استقبال الألبوم النقدي أثار أيضاً بعض الجدل، حيث انتقدت المجموعة بعض المراجعين الذين اقترحوا أن المجموعة تهدف إلى تقديم مفاهيم فنية على مستوى أكاديمي خلف الألبوم.

## الخلفية الإبداعية
كانت فاطمة القادري وأسما معروف أول من لاحظت أنهم، إلى جانب دانيال بينيدا وجيمي إيمانيان-فريدمان (جي-كوش)، يعملون جميعًا على مشاريع فردية متقاطعة. بعد لقائهما عبر الإنترنت، فكرت القادري ومعروف في التعاون شخصيًا لمدة عام، بينما كانت القادري وفريدمان قد بدآ للتو في مناقشة فكرة العمل المشترك. كما أوضحت القادري: "دار بيننا حديث سريع حول سبب هذا التقارب الطبيعي، واتفقنا على ضرورة العمل الجماعي".
بدأت المجموعة المسماة "فيوتشر براون" في رسم ملامح أغانيها الأولى مطلع عام 2013 داخل استوديو في نيويورك. يشار إلى أن تشارلز دامجا، قائد "أونو ريكوردينجز"، لعب دورًا محوريًا في توفير مساحة العمل الاستوديوي وترتيب التعاونات الصوتية للألبوم.
إنجز 90% من الأغاني بشكل تعاوني وجهاً لوجه، حيث أكدت القادري أن "التعديلات البسيطة فقط هي التي تمت عبر الإنترنت أو عن بعد". من الجدير بالذكر أن حوالي نصف الضيوف المشاركين في الألبوم فقط هم من سجلوا في الاستوديو، ومن بينهم مغنية الراب الأمريكية تينك التي ظهرت في أغنيتي الغرفة 302"، و"أريد الاحتفال"، حيث تم تسجيل الأجزاء الصوتية لكلا الأغنيتين في استوديو المجموعة خلال ساعتين فقط.

## الإصدار والترويج
وفي 2 أغسطس 2013، نشر موقع مجلة "كومبلكس" الأغنية المنفردة الأولى للمجموعة بعنوان "وانا بارتي"، والتي حلت في المركز 26 ضمن قائمة مجلة "ذا فيدار" لأفضل أغاني 2013. أصدرت المجموعة ريمكسًا للأغنية بمشاركة 3دي نا تي في 16 سبتمبر 2014 عبر البث الموسيقي، ثم طرحته رسميًا على المنصات الرقمية وعلى أسطوانات فينيل في 3 نوفمبر، وكان هذا أول إصدار للمجموعة تحت راية "وورب ريكوردز".
اختارت "فيوتشر براون" التعاقد مع "وورب" بسبب الميزانية الكبيرة المخصصة للإنتاج. صرح جيمي إيمانيان-فريدمان: "وورب تتمتع بخبرة كبيرة وفهمت رؤيتنا الفنية دون محاولة تغييرها، وهذا بالضبط ما كنا نبحث عنه". عُرض الفيديو المصور لأغنية "فيرناكولو" لأول مرة خلال فعاليات "آرت بازل ميامي بيتش" 2014 التي نظمها متحف بيريز للفنون في ميامي بين 4-5 ديسمبر 2014، قبل إطلاقه رسميًا عبر الإنترنت في 17 ديسمبر. وصف المتحف الفيديو بأنه "تمرين في السريالية الرأسمالية" يقلد أساليب الإعلان لشركات مثل لوريال وريفلون لتعليق على المعايير الزائفة التي تروجها إعلانات مستحضرات التجميل.
شمل الحملة الترويجية إصدار أغنيتين أخريين قبل طرح الألبوم: "توكين بانز" في 4 ديسمبر 2014 و"روم 302" في 8 يناير 2015. قامت "إن بي آر ميوزك" بعرض الألبوم كاملًا عبر البث الموسيقي في 15 فبراير 2015، قبل أن تصدره "وورب" على جميع المنصات في 23 فبراير 2015.

## الاستقبال النقدي
أشاد بريان هان من "هيب هوب دي إكس" بالإنتاج الديناميكي والفريد للألبوم، مشيراً إلى أنه يحتوي على "أصوات غريبة وجديدة" تتحدى تصورات المستمع عن المؤدين الصوتيين. لاحظ كيف أن "كل مقطوعة موسيقية تتطور باستمرار، تتسع وتتقلص لتناغم الصوتيات الغنائية. فهموا جيداً أن الأقل هو الأكثر، ويعرفون متى يطبقون ذلك". كما أشاد بتنوع الفنانين الضيوف الذي منح الألبوم إحساساً بـ"شريط مسجل شخصي أعدّه أربعة أصدقاء من أجل متعتك الخاصة".
قارنت مجلة "ناو" الألبوم إيجابياً بأسطوانة "مُعدّ من أجلي" (2013) لكليلا (التي تشارك أيضاً في ألبوم فيوتشر براون) لدمجه عناصر الموسيقى التجريبية والبوب: "فيوتشر براون تدفع بإصرار حدود إنتاج ما بعد تيمبرلاند عبر إفساح المجال أمام مواهب غنائية من شتى أنحاء العالم. تمنح خطافاتها ولحونها ومواقفها الموسيقى شكلاً مألوفاً".
أثنى موقع "ذا 405" على الألبوم لأنه "يبرز" الفنانين الضيوف من أنماط موسيقية متنوعة "بدلاً من محاولة تسوية كل شيء لإيجاد أرضية مشتركة". كتب كالوم سلينجرلاند أن التنوع الموسيقي "يوفر مساحة كبيرة لنجوم الألبوم الصوتيين، الذين يتراوحون بين أكثر مغني السول نعومة وأكثر الرابرز حدّة"، مضيفاً أن "تنوع فيوتشر براون لا يشعرك بالارتباك أبداً، مما يجعل الرحلة عبر هذه الأصوات من أرضية رقص مستقبلية مُرضية من البداية إلى النهاية".
وصف الناقد الأيرلندي جيم كارول الألبوم بأنه "مليء بالأفكار الذكية والقفز بين الأنواع الموسيقية والعصف الذهني المتقدم. التنقل المستمر بين الهيب هوب والدانسهول والغرايم والآر أند بي والموسيقى الإلكترونية ينتج عنه اندفاع خيالي من الصوت". بينما رأت مجلة "سبين" أنه "مجموعة موسيقية تربطها خيوط رفيعة جداً تمنعها من التشتت، حيث تقف كل أغنية منفصلة تماماً عن البقية". أشار أندرو رايس إلى أن "خلفيات أعضاء المجموعة الفردية تندمج مثل ألوان الأكواريل، مخلّفةً أسلوباً متناسقاً ومرناً يتكيف بنجاح مع هذا الطيف الواسع من الأصوات". كما رأى أن ألبوم "فيوتشر براون" يتفوق على معظم الأعمال الغنية بالتعاونات الفنية، لأن "المجموعة تأخذ وقتها لفهم الفنانين الذين تعمل معهم وتتكيف معهم". من جانبه، أكد كولين فيتزجيرالد في مراجعته أن "فيوتشر براون تختلف عن معظم المجموعات العظمى السابقة بتحقيقها جميع معايير النجاح: الأصالة، والقيمة الفكرية والتجارية، وميل متوازن نحو المألوف". وأشار إلى أن "تنوع الأساليب والأصوات في الألبوم يندمج بسهولة، مما يمنح العمل طابعاً عالمياً واسعاً"، لكنه لاحظ أيضاً أن بعض المقاطع تبدو "باردة وسطحية" لأنها "تكشف ضعف المنهجية عندما تفشل العناصر الجديدة في الانسجام".
انتقدت صحيفة "الغارديان" الألبوم بالقول إن الفنانين الضيوف "يظهرون كثافة وشخصية تغيب عن الموسيقى نفسها"، وخلصت إلى أن "كل أغنية في الألبوم مصممة بدقة ومصقولة، لكنه بدلاً من أن يكون تعاوناً حديثاً مثيراً، يبدو كمعرض فني منظم". بينما رأى موقع "أول ميوزيك" أن الألبوم رغم تنوع ضيوفه وأنواعه الموسيقية، يبدو "متصنعاً وباهتاً". وأعرب أحد نقاد "بريتي ماتش أميزينغ" عن رأيه بأنه بينما "تظهر بعض الأغاني الوعد المتوقع من أربعة من أكثر المنتجين تنوعاً في العالم"، فإن الألبوم يعاني من عدم وضوح "الاتجاه" ويصبح أحياناً "مشتقاً بشكل يثير الاستياء".

## الجدل الفني
أثار ألبوم "فيوتشر براون" جدلاً نقدياً بسبب مزيجه الموسيقي العالمي وكلماته متعددة اللغات وتعاونه مع فنانين من خلفيات متنوعة. بينما وصفت بعض المراجعات الألبوم بأنه "احتفاء بالتنوع الثقافي"، حيث رأت مجلة "ذا فايدر" أنه يتحدى هيمنة اللغة الإنجليزية في الموسيقى الشعبية وسيطرة المنتجين الذكور البيض على الموسيقى الإلكترونية، اختلفت الآراء حول هذا التوصيف.
اعتبر الناقد جاز مونرو أن الألبوم يعكس "تنافراً ثقافياً عابراً" حيث "يلعب بشبكة غير واعية من الارتباطات تولدها استهلاكنا العابر للموسيقى عبر القارات". بينما ذهب كولين فيتزجيرالد إلى وصف المحتوى الموسيقي بأنه "تجسيد لهوسنا الحديث بالتواصل الاجتماعي العالمي، حيث يتنبأ بمستقبل تلتقي فيه ثقافات العالم وتتطور ككتلة واحدة". لكن الكاتب أليكس ماكفيرسون قدم رؤية نقدية مغايرة في مراجعة بعنوان "هل خدعة فيوتشر براون حقيقية؟"، معتبراً أن الألبوم يقوم على تبنّي أنماط موسيقية من ثقافات أخرى بشكل استعماري. كما انتقدت ميجان جارفاي من "بيتشفورك" الألبوم بناءً على افتراض وجود مفاهيم فنية أكاديمية خلفه، مستشهدة بالمواد الترويجية وخلفيات الأعضاء الفنية وتصميم الغلاف الذي أنتجته مجلة "ديس" الفنية.
رداً على هذه الانتقادات، أكدت المجموعة أن المشروع يعتمد على الشغف والارتجال الحر، حيث تقول القادري: "نحن لسنا مجموعة مثقفة تقدم محاضرات عن العولمة، بل ببساطة نخلق موسيقى نعتقد أنها رائعة".
وانتقد أليكس ماكفيرسون رؤية المجموعة الفنية، معتبراً أنهم يسعون لصنع ألبوم يروج لـ"التهجين الثقافي" عبر صنع "روابط بين أصوات الشوارع العالمية" حسب البيانات الصحفية. ولاحظ أن المقالات عنهم "تعدد أسماء الأنواع الموسيقية العالمية بلهجة منبهرة - مثل الفووتوورك والكومبيا والريجاتون والغرايم". ووصف الألحان بأنها "نسخ منفصلة بشكل غريب" من هذه الأنماط، معتبراً أن علاقة المجموعة بهذه الأنواع والفنانين الضيوف هي علاقة "من الأعلى للأسفل" وليست من القاعدة، مما يجعل الإيقاعات تبدو "مرتفعة ونقية بشكل مبالغ فيه" مقارنة بالأصوات الغنائية.
كما هاجم الرباعي الفني لاستخدامهم مفاهيم أكاديمية لجذب الاهتمام الإعلامي، بينما ظل الفنانون المشاركون يحصلون على اهتمام أقل بكثير، قائلاً: "هذا يكشف عن قضايا الطبقية والامتياز، وهو أيضاً عار كبير. فشلت فيوتشر براون في الاعتراف بشركائهم كمبتكرين قائمين بذاتهم منذ فترة طويلة".
بدورها، كتبت ميجان جارفاي أن الألبوم "يدور حول كل شيء ولا شيء، الحفلات وما بعد الحداثة، موسيقى الشوارع العالمية ومشهد الفن النيويوركي"، لكن هذه المفاهيم كانت غير قابلة للتحديد عند الاستماع للموسيقى نفسها، واصفة الأغاني بأنها "عادية بشكل غريب". وأثارت مراجعات جارفاي وماكفيرسون ردود فعل سلبية من أعضاء فيوتشر براون والجمهور، حيث ذكر موقع "دامي" أنها "أحدثت تموجات سريعة وخلافية في أروقة تويتر الموسيقي". نفت المجموعة أن يكون الألبوم قائماً على أطروحة فكرية عالية المستوى، ووصفت القادري هذه المراجعات بأنها "هجمات" في منشور على فيسبوك، معتبرة أنها "تنشر نظريات ومفاهيم خاطئة وضارة لا أساس لها من الصحة".

أوضحت القادري:
"الكتاب الذين يصرون على فرض نظرية أو أطروحة نيابة عن الفنان عندما لا توجد واحدة، أو يطرحون ادعاءات حول الامتياز أو التملك الثقافي دون دليل أو معرفة، يخلقون بيئة معادية للفنانين والقراء الذين يطالبون بصحافة موثوقة مليئة بالنقد الحقائق، سواء كانت جيدة أو سيئة".
في مقابلة عام 2015، أوضح جي-كوش إحباطه من هذه الردود، مؤكداً أن المجموعة ببساطة أرادت "جمع الناس معاً في ألبوم وصنع شيء مميز". وشرح سبب الاتهام بالتملك الثقافي: "عندما تصنع الموسيقى وتفكر في من تريد أن يغني على الأغنية، فهذا يؤثر على الناتج. إذا أردت أن يكون لديك شخص مثل ريكو أو برنس رابيد أو سكيبتا ليؤدي أغنية، يجب أن تفكر في كيفية اندماجهم معها".
انحاز موقع ستيريوغام إلى جانب المراجعين في هذا الصراع، معللاً ذلك بأن "النقاد يبدو على حق في تأكيدهم على أنفيوتشر براون، وليس المجتمع النقدي، هم من أضافوا أمتعة عالية المستوى إلى موسيقاهم من خلال استغلال معرض آرت بازل والتصميم الجرافيكي المحمل". ذكر المصدر أيضًا أن "الموسيقيين لا يملكون الحق في تحديد كيفية إدراك الآخرين لموسيقاهم، والبشر عمومًا لا يدركون دائمًا كيف قد تؤثر أعمالهم على الآخرين". من ناحية أخرى، صرّح تيم ويلسون من مجلة "ذا رانسوم نوت" بأنه في حين أن ارتباطات الفن الحديث بفرقة "فيوتشر براون" كانت "لا مفر منها"، إلا أن الألبوم "يجب أن يُحكم عليه بناءً على مزاياه وأسسه، لا على الماضي أو الجوانب الهامشية" صرّح ويلسون بأن فرقة "فيوتشر براون" ليست مسؤولة بالكامل عن تمثيلها لأنماط موسيقية أخرى، ولا عن عدم نجاح الفنانين المميزين: "كشفت المجموعة سابقًا أن المشروع لا يتضمن بيانًا رسميًا، وأن جميع التعاونات أُجريت في استوديو. لا يبدو أن المجموعة ظلت مجهولة الهوية، وبعيدة عن أعين المعنيين، ينبغي على ماكفيرسون وغارفي أن يتطلعا إلى نقد تحيزات زملائهما قبل توجيه انتقادات لاذعة للفرق الشابة".
نظرًا لتاريخ أكاديمية ريد بُل للموسيقى الطويل في الترويج لأعضاء فرقة "فيوتشر براون"، فقد اضطرت المجلة إلى حذف مراجعة ماكفيرسون للموقع الإلكتروني، حيث تم تحويل الرابط إلى مقابلة إيجابية مع المجموعة. زعم الكاتب جوردان سارجنت من جاوكر أن هذا مثال على المشكلات التي تنتج عن تطوير معظم المنشورات الموسيقية "ذوقًا متماسكًا ومميزًا، وهو ما يُصبح مشكلة عندما يبدأ الفنانون الذين كنتَ تُروج لهم سابقًا بالتراجع". وعلّل ذلك بقوله: "الفنانون هم من يجذبون القراء، نظريًا. لذا، بينما يُفضّل معظم المحررين والكتاب الكتابة بصراحة قدر الإمكان عن الموسيقى التي يغطونها، فإن الحقيقة هي أن نجاح كل مجلة وموقع إلكتروني يعتمد، بدرجات متفاوتة، على مدى ارتياح الفنانين - وشركات العلاقات العامة وشركات الإنتاج - لتغطيتك الفنية لمواصلة العمل".

## الإشادات
| النشر       | تكريم                                          | رتبة | المصدر |
| ----------- | ---------------------------------------------- | ---- | ------ |
| مذهول       | أفضل 20 ألبومًا لعام 2015                       | 20   |        |
| صرخ!        | أفضل ما في عام 2015: أفضل 10 ألبومات إلكترونية | 9    |        |
| ميكسماغ     | أفضل 50 ألبومًا لعام 2015                       | 40   |        |
| بوبماترس    | أفضل 80 ألبومًا لعام 2015                       | 46   | [ 22 ] |
| بوبماترس    | أفضل أغاني الهيب هوب لعام 2015                 | 8    |        |
| رولينج ستون | أفضل 45 ألبومًا لعام 2015 حتى الآن              |      |        |

## قائمة الأغاني والطاقم الفني
كُتبت جميع أغاني الألبوم وأنتجتها فرقة "فيوتشر براون"، حيث سجلت في ثلاثة استوديوهات:
- - "ذا سبيس بيت" في بروكلين.
- - "شيلتر ستوديوز" في بيرث.
- - "نجوزونجوزو ستوديوز" في لوس أنجلوس.

أما عملية المكساج فتمت على يد كريس تابرون في "ريد بول ستوديوز" بنيويورك، بينما تولى ديف كوتش عملية الماسترينج في "ذا ماسترينج بالاس" بمانهاتن.
يشار إلى أن أغنية "أريد الاحتفال" حظيت بإنتاج مشترك من مايك كيو، مع الإشارة إلى كتاب إضافيين ومسؤولين عن ميكس الأصوات الغنائية في هوامش الألبوم.

## تاريخ الإصدار
| منطقة                | تاريخ          | التنسيقات | ملصق     |
| -------------------- | -------------- | --------- | -------- |
| في جميع أنحاء العالم | 15 فبراير 2015 | جاري      | موسيقى   |
| في جميع أنحاء العالم | 23 فبراير 2015 |           | الاعوجاج |